# Antonio de Villarroel
Pour les articles homonymes, voir Villarroel.
Antonio de Villarroel y Peláez (Barcelone, 1656-Segovia, 1726) est un militaire d’origine castillane au service de Philippe V jusqu’en 1710 durant la Guerre de Succession d'Espagne. Après la disgrâce du duc d’Orléans, il rejoignit la cause autrichienne avec le rang de lieutenant-maréchal. En 1713, il est nommé commandant général de l’armée de Catalogne et, à ce titre, il commandera la défense de Barcelone durant le siège de 1714.

## Origines familiales et mariage
Né à Barcelone le 4 décembre 1656 où son père, Francisco de Villarroel, était affecté. Sa mère était Catalina Peláez, originaire des Asturies. Son père était un militaire castillan de carrière né à Villanueva de los Infantes (évêché de Tolède, province de Ciudad Real). Antonio de Villarroel s'est marié, à une date non connue, avec l’andalouse Ana María Sedeño y de Guadiel. Ils étaient parents d'un fils unique, Íñigo de Villarroel.

## Biographie

### Premières années de carrière militaire
Antonio de Villarroel choisit la profession de son père, comme ses deux autres frères Iñigo et Diego. Antonio étudia l’infanterie et entra dans l’armée royale. Au début de 1695, à l’âge de 39 ans, il est à Madrid avec le grade de capitaine, puis en juin 1695 il est affecté à Ceuta en proie au siège de l’armée d’Ismaïl ben Chérif, sultan du Maroc, forte de 40 000 hommes.
En 1697 il participe au siège de Barcelone en défendant la ville contre l’Armée française commandée par Louis-Joseph de Vendôme.

### Lieutenant général au service des Bourbons (1705-1709)
En 1700, à la mort de Charles II de la maison d'Autriche, Villarroel obéissant au testament du monarque défunt, reste fidèle à son successeur, Philippe V de la maison de Bourbon. Ainsi incorporé dans l'armée des Bourbons, il se trouve en Italie entre 1705 et 1706. L'année suivante, sous les ordres du duc d'Orléans, il contribue à la prise de Requena en 1707, puis passe sur le front de l'Aragon. où il commence le siège de Lérida (1707) qui se termina par la chute entre les mains des Bourbon de la capitale du Sègre. Dans la campagne de l'année suivante, le duc d'Orléans commença le siège de Tortosa (1708) au cours duquel Villarroel, désormais lieutenant-général, se distingue grandement.
À la suite de la disgrâce du duc d’Orléans, Villarroel se rendit à Madrid mais ne réussit pas à revenir auprès de Philippe V de Bourbon et il doit se cacher en Galice (1709). L’armée espagnole, privée des troupes françaises, est vaincue à la bataille d’Almenar (1710) puis à Saragosse et Philippe de Bourbon doit fuir Madrid, occupée par les troupes de Charles d’Autriche.

### Lieutenant général au service de l’Autriche (1710-1713)
Puis Villarroel sort volontairement de son exil et se propose d'aider Philippe V, qui accepte son offre, mais peu après, il est informé que la cour des Bourbons conspirait contre sa personne.

Alors, à la suite de cela, en septembre 1710, Villarroel offre ses services aux forces autrichiennes de Charles III de Habsbourg, en conservant son grade de lieutenant général. Devant l’arrivée de renforts français auprès de Philippe V, les troupes autrichiennes évacuent Madrid et se retirent de la Castille. Villarroel prend pleinement sa place dans cette retraite à travers l’Aragon, notamment à la bataille de Villaviciosa (10 décembre 1710), dans laquelle le détachement sous la bannière autrichienne de Starhemberg, arrivé trop tard pour soutenir les troupes britanniques de Stanhope, perdit 2000 à 3 000 hommes, Villarroel s’est distingué en évitant que les troupes autrichiennes soient vaincues.
Puis il se voit confier la mission de rassembler la garnison restante à Calatayud où il arrive le 20 décembre 1710. Il poursuit ensuite la retraite en direction de Cariñena, où se trouvait déjà un corps d'armée. Mais le colonel bourbon José Vallejo coupe la colonne en lançant une bataille qui prendra 3 heures. La colonne est forcée de se retirer et de se réfugier dans le château d'Illueca. Le 28 décembre 1710, en manque de nourriture, Villarroel et environ 600 hommes se rendent prisonniers de guerre. Un an plus tard, vers la fin de 1711, Villarroel est libéré lors d'un échange de prisonniers.

En 1712, il adresse plusieurs demandes au commandant général autrichien, Guido von Starhemberg, afin de reprendre un service actif en plaidant l'état précaire dans lequel lui et sa famille se trouvent. Mais ses demandes sont rejetées par l’opposition de Josep Ramon de Vilana Perlas Rafael Carreras (ca), secrétaire d’État et homme fort de Charles d’Autriche. Ce n'est que lorsque celui-ci partit pour Vienne le 16 mars 1713 que Starhemberg le nomma inspecteur général de l'infanterie autrichienne.

### Général commandant de l'armée de Catalogne (1713-1714)

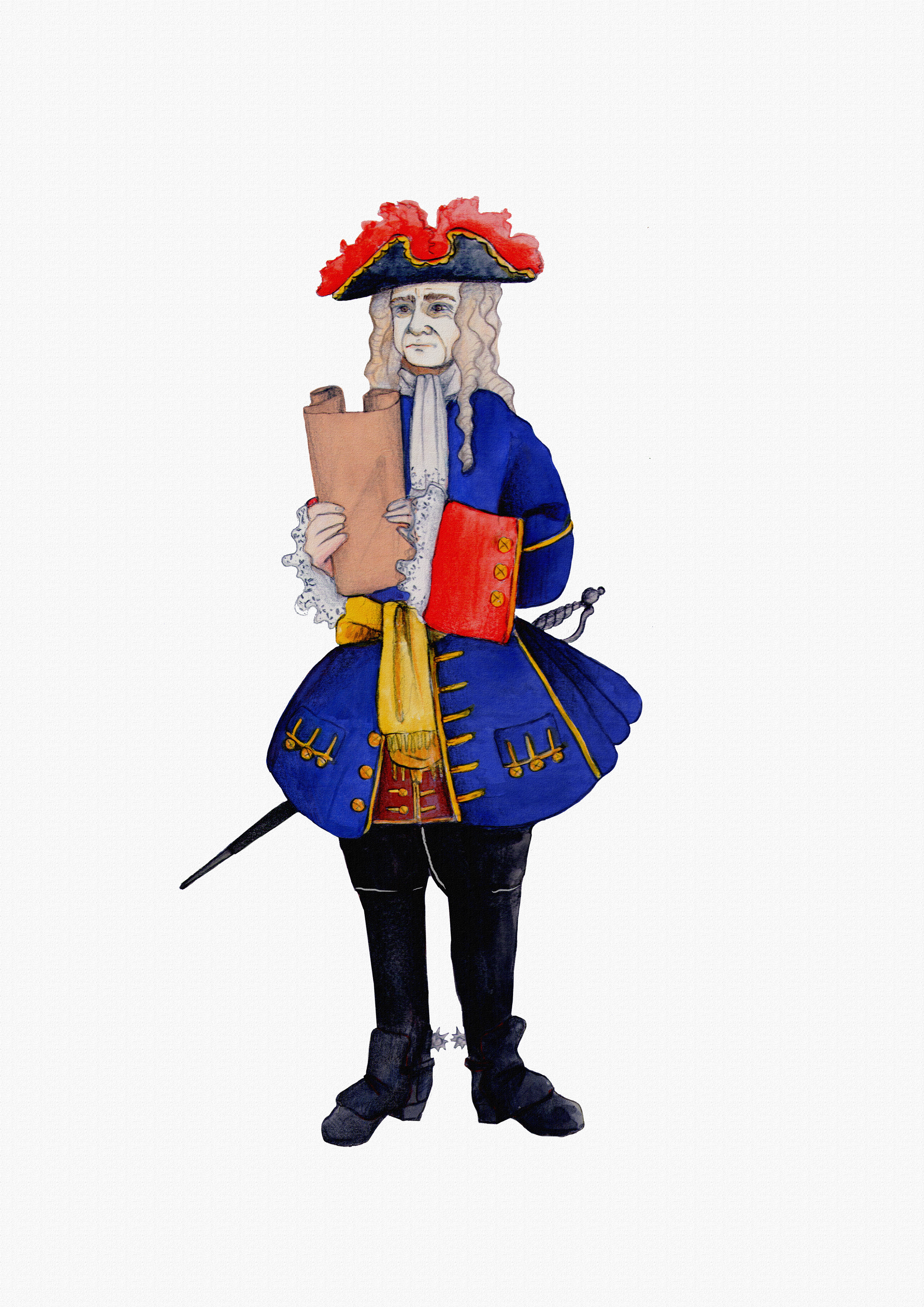
Villarroel dans l’uniforme qu’il portait en 1713-1714 en tant que chef de l’armée catalane.

Mais seulement un mois après qu’il a obtenu sa nomination et son traitement, le 22 juin 1713, la Convention de l’Hospitalet met fin aux hostilités de la guerre de succession d'Espagne en Catalogne. L’armée autrichienne évacue la Catalogne. Alors que l’armée des Bourbons occupe le terrain sans opposition, une fraction de l’aristocratie catalane pousse les députés de la Généralité à proclamer la continuation de la guerre le 9 juillet 1713.

#### Siège de Barcelone
Antonio de Villarroel, comme militaire professionnel, accepte de commander la défense de Barcelone avec ses assistants Diego Mier, Juan Calvería, Diego Sánchez et Martín de Zubiría (ca) face aux troupes bourboniennes du duc de Popoli assisté de l’ingénieur Joris Prosper Van Verboom.
Avec environ 5 000 soldats, 3 500 hommes de la milice de Barcelone, la Coronela (ca), Villarroel est contraint de défendre la ville contre environ 39 000 soldats français et espagnols partisans de Phillipe V.
Antonio de Villarroel bénéficie d'une autonomie militaire totale en tant que commandant de l'armée et propose une stratégie défensive visant à gagner du temps avec le moins d'effusion de sang possible en rejetant une confrontation lancée contre les troupes des Bourbons. Au contraire, il tire parti de l’avantage stratégique du terrain : jardins et vignobles, vergers, buttes, arbustes, canaux d’irrigation et cabanes des paysans dessinaient un labyrinthe qui facilitait les attaques de guérilla et les affrontements rapides de petits escadrons d’infanterie accompagnés des tirailleurs catalans - les miquelets -, toujours sous le couvert de l'artillerie de Barcelone commandée par le général Basset, afin d'empêcher les troupes bourboniennes de s'approcher des murs de la ville. Grâce à sa stratégie, Villarroel a protégé Barcelone pendant plus de onze mois, en butte à la volonté des radicaux qui voulaient desserrer le cordon de verrouillage par une attaque frontale.

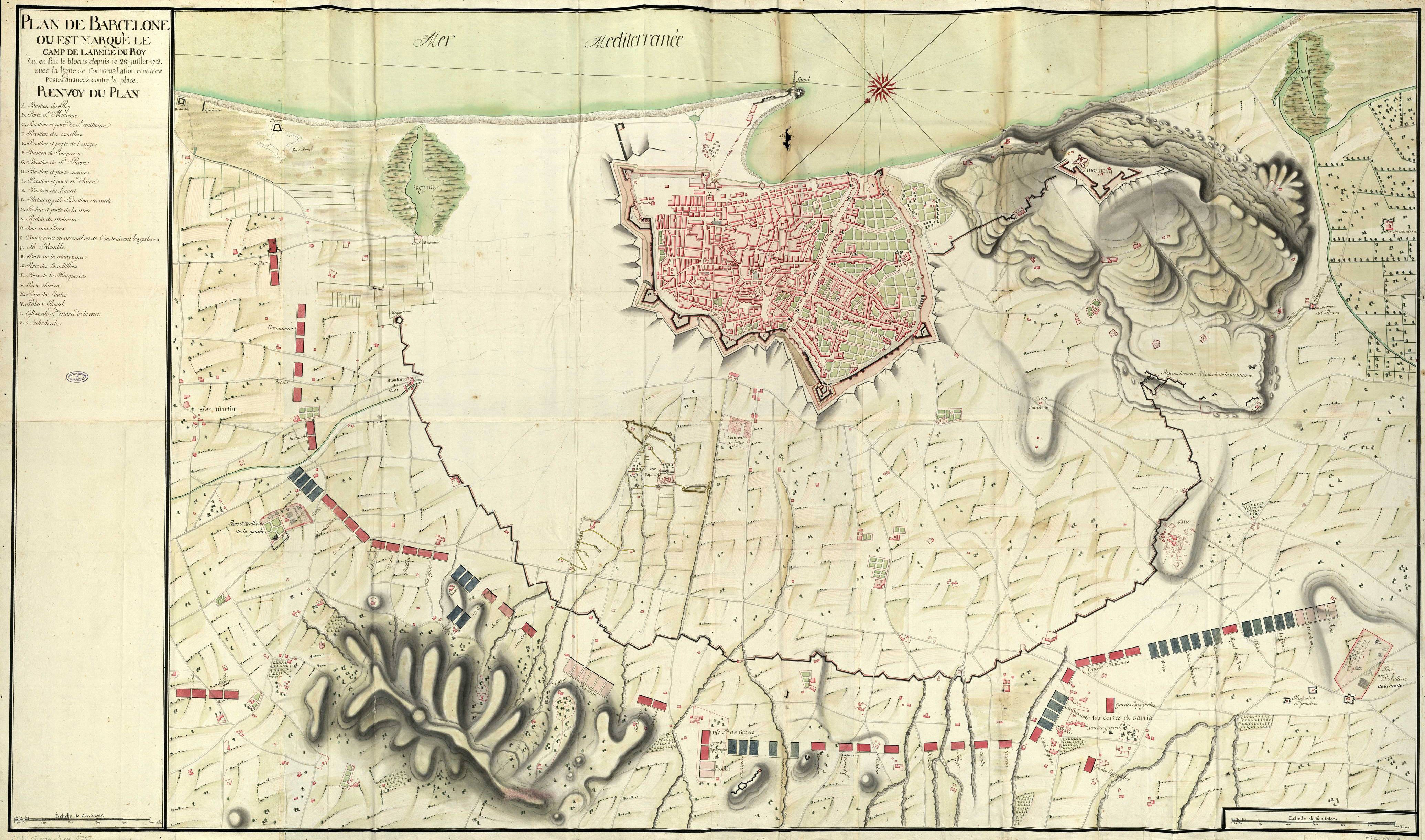
Plan du siège de Barcelone avec la position des régiments bourboniens l’encerclant.

En juillet 1714, le duc de Popoli est relevé et remplacé par le duc de Berwick venu de France avec 15 bataillons dont 10 de vétérans en renforcement du corps expéditionnaire français. Le duc de Berwick ordonne aux ingénieurs français de créer les tranchées d’attaque face aux défenses de la ville. Il lance l’assaut contre Barcelone le 12 août mais Villarroel réussit à expulser les troupes bourboniennes de la ville le 14 août.
Mais les attaques des Bourbons ont ouvert de nouvelles brèches, ce qui conduit Villarroel à convoquer un conseil de guerre (1er septembre) au cours duquel il suggère, compte tenu de l'état désespéré des défenses et de la famine régnant à Barcelone, de capituler et d’accepter l'offre du duc de Berwick.

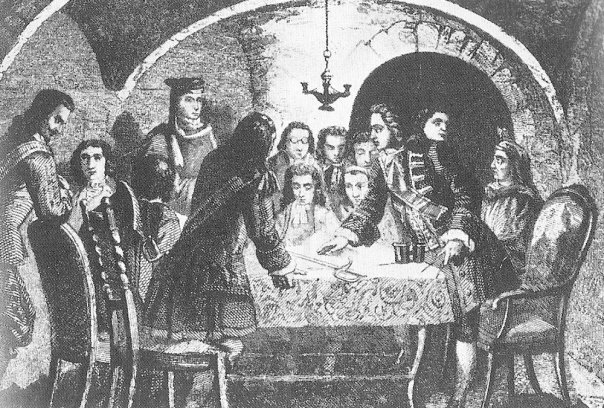
Rafael Casanova lors d'une réunion de guerre le 1er septembre 1714, avec Antonio de Villarroel, le chef militaire de l'armée catalane.

Mais le chef du Conseil des Cent, Rafael Casanova et le reste des conseillers s'y opposent et Villarroel essaie de démissionner. Mais, avant l'assaut décisif du 11 septembre 1714, il prépare sa colonne à la Pla d’en Llull et poursuit la défense de la ville. Finalement, il est blessé. Rafael Casanova est également blessé. Le colonel Ferrer, lieutenant de Majorque, va voir Villarroel, qui lui explique qu'il était sur le point de capituler avant la tombée de la nuit pour sauver la ville des horreurs du combat.
Les députés intransigeants de la Généralité de Catalogne finissent par accepter les conditions de la capitulation imposées par le duc de Berwick le 12 septembre 1714.
Malgré les assurances données par les forces des Bourbons attaquantes, les vingt-cinq chefs militaires de la défense de Barcelone, parmi lesquels Villarroel, blessé, seront tous emprisonnés.

## Emprisonnement et mort

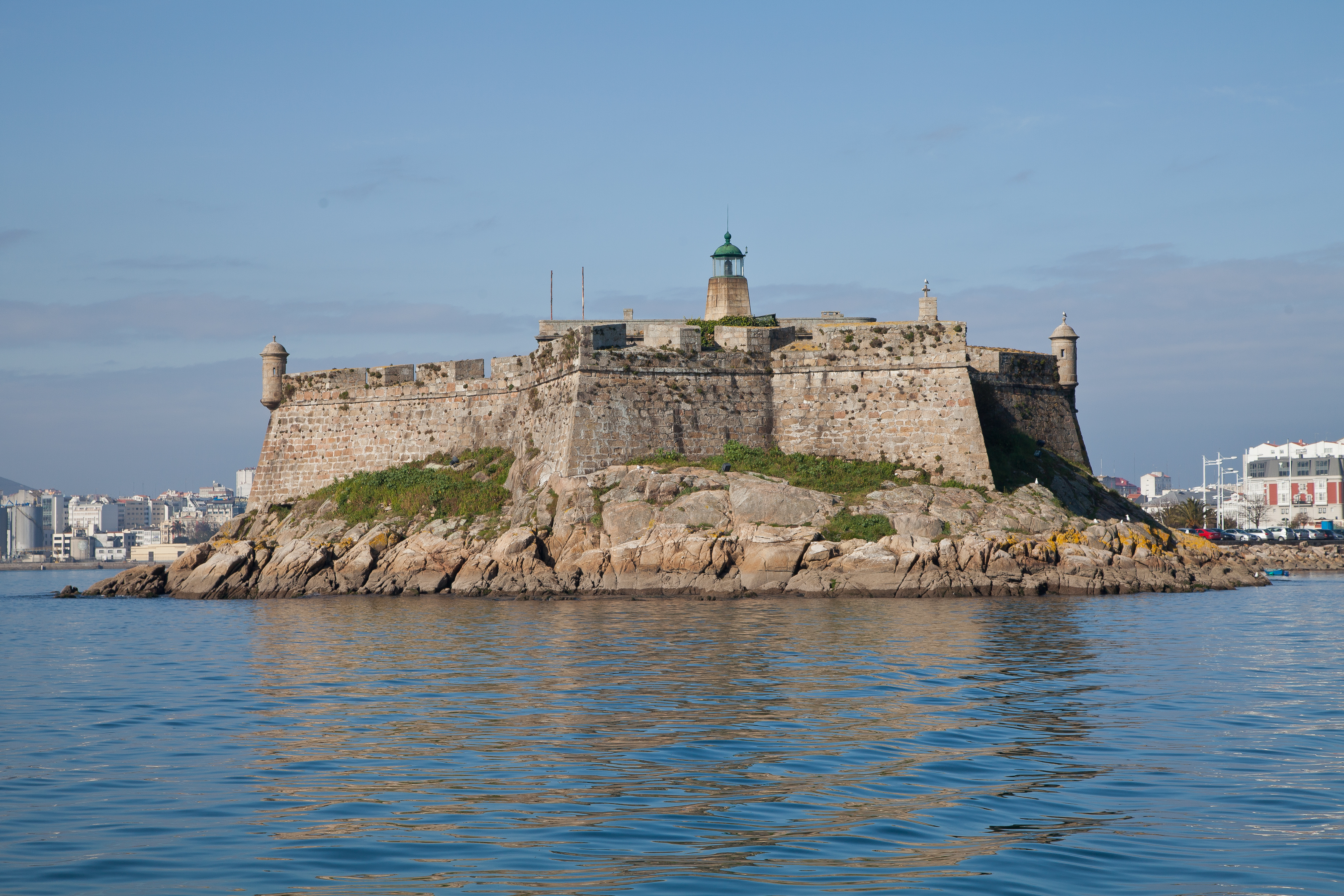
Château-fort de Saint Antón,
La Corogne.

Villarroel est emprisonné d’abord dans le château d’Alicante puis plus tard (1715) à La Corogne, où il meurt le 22 février 1726. Il a passé ses dernières années confiné dans une cellule inondée par la marée montante, ce qui a provoqué une paralysie totale de ses deux jambes. La date exacte de son décès a été découverte par Josep Catà et Antoni Muñoz en 2009. Jusque-là, il avait été considéré que Villarroel avait été libéré de l'Alcazar de Ségovie à la suite du traité de Vienne (1725) et qu’il avait vécu avec la pension que lui aurait accordée, jusqu'à sa mort, l'archiduc Charles Empereur du Saint Empire romain germanique.

## Legs
- Une rue du quartier de L’Eixample dans la Barcelone moderne porte le nom de Villarroel.
- Dans le roman historique Victus (ca) de l’écrivain catalan Albert Sánchez Piñol, sur la guerre de Succession d’Espagne et plus particulièrement sur le siège de Barcelone en 1714, Villarroel est présenté comme le vrai héros de la défense de Barcelone[7].